# Alberto Marchesan
Alberto Marchesan (Asolo, 10 maggio 1980) è un ex calciatore italiano.

## Carriera
Cresciuto nelle giovanili della Reggina, debutta nel Russi, poi esordisce tra i professionisti militando per un anno in Serie C2 con il Castel San Pietro ed una nella stessa categoria con il Thiene.
Nel 2002 sale in Serie C1 quando passa al Cittadella diventandone presto perno del centrocampo e capitano. Nel 2008 ottiene la promozione in Serie B dove milita fino al 2012, quando rimane svincolato.
A ottobre 2012 Marchesan si accorda con il SanDonàJesolo, società che disputa il campionato di Serie D.
Dal 2013 al 2016, gioca per la Godigese in Eccellenza e Promozione. Nella stagione 2016-2017 passa al Bessica in Prima Categoria.

## Palmarès

### Club

#### Competizioni nazionali
- Serie D: 1

Russi: 1999-2000